# Jesús Peyrón
Jesús Peyrón Moreno (Barcelona, 30 de diciembre de 1930) es un músico multiinstrumentista y director de orquesta español, conocido artísticamente como Jesús Moreno.

## Trayectoria artística
Se formó como músico en los teatros del Paralelo de Barcelona de los años 1940. Emigra a La Habana en 1953, se une a la Orquesta de Jaime Camino, tres años después toca con otra orquesta en el Tropicana y finalmente crea su grupo propio, con el que en 1957 se presenta en el cabaret "Sans souci" acompañando a Édith Piaf y Maurice Chevalier, o tocando con el trompetista Harry James y con Facundo Rivero. En 1958 crea Jesús Moreno y su Orquesta con músicos catalanes y cuatro músicos cubanos grabando algunos discos en Cuba.
Peyrón fue uno de los protagonistas de la edad dorada de las grandes orquestas de baile. Acompañó a artistas como Benny Goodman, Stan Getz, Benny Moré, Xavier Cugat, Frank Sinatra (grabó Strangers in the night), Nat "King" Cole, Carmen Miranda, Édith Piaf, Judy Garland, Agustín Lara, Ginger Rogers, Jacques Loussier,Chico O'Farrill o Pedro Vargas, entre otros. Aparece en películas con artistas como Marilyn Monroe.
Con la revolución cubana en 1959 vuelve a Barcelona donde actúa durante los años 60, en 1964 y 1965 trabaja en las salas "El Cortijo" y "Jamborée", también participa como músico de sesión y graba con el Dúo Dinámico y otros conjuntos. Los años  de Barcelona. En 1966 en la sala Birdland de Nueva York toca con las orquestas de Dizzy Gillespie y Stan Kenton. En 1968 dirige las giras de Joan Manuel Serrat y en 1970 dirige el espectáculo Trincar i riure de La Trinca.
Ha sido por muchos años director artístico de la compañía naviera de cruceros Royal Caribbean y de la cadena de hoteles Sheraton.
El documental "El hombre orquesta" dirigido en 2017 por Àlex Gómez-Font relata al detalle el periplo vital y artístico de Jesús Peyrón.